# Diecezja Borby
Diecezja Borby (łac. Diœcesis Borbensis) – diecezja Kościoła rzymskokatolickiego w Brazylii. Należy do metropolii Manaus, wchodzi w skład regionu kościelnego Norte 1. Została erygowana jako prałatura terytorialna przez papieża Pawła VI bullą Ad Christi divini w dniu 13 lipca 1963. 18 listopada 2022 podniesiona do rangi diecezji.

## Główne świątynie
- Katedra: Bazylika katedralna św. Antoniego Padewskiego w Borbie

## Biskupi

### Prałaci terytorialni Borby
- Adriano Veigle TOR (1964–1988)
- José Afonso Ribeiro TOR (1988–2006)
- Elói Róggia SAC (2006–2017)
- Zenildo Luiz Pereira da Silva CSsR (2017–2022)

### Biskupi diecezjalni Borby
- Zenildo Luiz Pereira da Silva CSsR (od 2022)